# Cécile Bois
Cécile Bois (Lormont, 26 dicembre 1971) è un'attrice francese, nota al pubblico soprattutto per essere la protagonista della serie televisiva Candice Renoir.

## Biografia
Durante gli anni delle scuole superiori si iscrive a un gruppo teatrale amatoriale. Dopo essere entrata nel Conservatorio di Bordeaux, lo abbandona per entrare nel gruppo di teatro Le théâtre en vrac. A 19 anni si trasferisce a Parigi per iscriversi all'École de la rue Blanche, dove incontra Kadem Chafika che diventerà la sua agente.
Debutta al cinema nel 1992 con Promenades d'été, dove interpreta il ruolo di Isabelle. L'anno successivo ottiene un ruolo minore in Germinal, trasposizione dell'omonima opera di  Émile Zola, ed esordisce anche in televisione con Le Chasseur de la nuit di Jacques Renard. Nel frattempo, continua a seguire la strada del teatro ed è scelta da Robert Hossein come protagonista di Angélique.
Mentre nel cinema recita quasi esclusivamente parti di secondo piano, è dalla televisione che cominciano ad arrivare ruoli di maggior rilievo. Nel 2007 interpreta Agathe Verdier nel telefilm Agathe contre Agathe. Nel 2010 è al fianco di Bruno Wolkowitch e Florence Pernel in Le Désamour, andato in onda su France 3.
Dal 2013 interpreta il comandante di polizia Candice Renoir nell'omonima serie televisiva.

## Vita privata
Per diversi anni, Bois ha avuto una relazione con l'attore e doppiatore Jean-Pierre Michaël, con il quale ha due figlie. La coppia si è sposata nel 2016.

## Filmografia

### Cinema
- Promenades d'été, regia di René Ferret (1992)
- Germinal, regia di Claude Berri (1993)
- La Place d'un autre, regia di René Ferret (1993)
- Lucky Punch, le montreur de boxe, regia di Dominique Ladoge (1995)
- Dakan, regia di Mohamed Camara (1996)
- Ça n'empêche pas les sentiments, regia di Jean-Pierre Jackson (1998)
- Le roi danse, regia di Gérard Corbiau (2000)
- Le Roman de Lulu, regia di Pierre-Olivier Scotto (2000)
- La Grande Vie !, regia di Philippe Dajoux (2001)
- Les Mots bleus, regia di Alain Corneau (2004)
- Une belle histoire, regia di Philippe Dajoux (2005)
- Trésor, regia di Claude Berri e François Dupeyron (2009)

### Televisione
- Le Chasseur de la nuit, regia di Jacques Renard (1993)
- Navarro, regia di Gérard Marx (1995)
- Fils de flic – serie TV (1995)
- Les Alsaciens ou les Deux Mathilde, regia di Michel Favart (1996)
- Une soupe aux herbes sauvages, regia di Alain Bonnot (1997)
- La Maison d'Alexina, regia di Mehdi Charef (1997)
- La Femme de l'Italien, regia di Michaël Perrotta (1998)
- Il commissario Maigret, regia di Denys Granier-Deferre e Pierre Joassin – serie TV, 1 episodio (2000)
- Resurrezione, regia di Frères Taviani (2001)
- Il giudice e il commissario – serie TV, 1 episodio (2002)
- Une place parmi les vivants, regia di Raoul Ruiz (2003)
- Je serai toujours près de toi, regia di Claudio Tonetti (2003)
- Joséphine, ange gardien – serie TV, 1 episodio (2003)
- Ariane Ferry, regia di Gérard Cuq (2004)
- Sauveur Giordano – serie TV, 1 episodio (2005)
- Une famille formidable, regia di Joël Santoni (2005)
- Agathe contre Agathe, regia di Thierry Binisti (2006)
- Tombé du ciel, regia di Stéphane Kappes (2006)
- Marie Besnard, l'empoisonneuse, regia di Christian Faure (2006)
- Adresse inconnue, regia di Rodolphe Tissot (2007)
- La vie à une, regia di Frédéric Auburtin (2007)
- Camping Paradis – serie TV, 1 episodio (2007)
- Vive les Vacances !, regia di Stéphane Kappes (2007)
- Aveugle mais pas trop, regia di Charlotte Brandström (2007)
- Alice Nevers, le juge est une femme – serie TV, 1 episodio (2009)
- Le Désamour, regia di Daniel Janneau (2010)
- Accusé Mendès France, regia di Laurent Heynemann (2010)
- Merci patron, regia di Pierre Joassin (2011)
- Candice Renoir, regia di Christophe Douchand et Nicolas Picard-Dreyfuss – serie TV (2013-in corso)
- Richelieu, la Pourpre et le Sang, regia di Henri Helman (2014)
- Envers et contre tous, regia di Thierry Binisti (2015)
- Gloria, regia di Julien Colonna (2021)
- La ricetta del delitto perfetto, regia di Chloé Micout (2023)

## Teatro
- Zapping, solitude, regia di Patrick Cailleau (1990)
- Volpone regia di Robert Fortune (1991)
- Angélique, marquise des anges regia di Robert Hossein (1995)
- La Souricière, regia di Gérard Moulévrier (2001)
- Les Demoiselles d'Avignon  regia di Jean-Pierre Dravel e Olivier Macé (2008)

## Doppiatrici italiane
- Lorella De Luca in Candice Renoir, Gloria
- Tiziana Avarista in Il commissario Cordier